# 岐阜県の市町村章一覧
岐阜県の市町村章一覧（ぎふけんのしちょうそんしょういちらん）は、岐阜県内の市町村に制定されている、あるいは制定されていた市町村章の一覧である。なお、一覧の順序は全国地方公共団体コード順による。廃止された市町村章は廃止日から順に掲載している。

## 市部
| 市         | 市章                    | 由来 | 制定日         | 備考 |
| ---------- | ----------------------- | --- | -------------- | --- |
| 岐阜市     |                         | 古くは「井口」と呼ばれており、「井」を図案化したもの                                                            | 1909年8月27日  | 1889年7月1日に制定されていたものを再制定したもの                                                              |
| 大垣市     |                         | 「大」を図案化し、同時に「大柿」の蔕の形を表したもの                                                            | 1918年4月1日   | |
| 高山市     |                         | 「岳」の形象体文字を図案化したもの                                                                              | 1937年6月10日  | 1906年2月11日に高山町章として制定され、1937年6月10日に高山市章として再制定され、更に1962年4月10日に施行された |
| 多治見市   |                         | 桔梗の花に「多」を配したもの                                                                                    | 1981年2月1日   | 2代目の市章である 初代の市章は現在の市章と似ており、由来は同じであり、1940年8月1日に制定された                |
| 関市       |                         | 「セキ」を丸く図案化したもの                                                                                    | 1963年7月17日  | 制定前から使用され、1963年7月17日に正式に制定される                                                           |
| 中津川市   |                         | 近村合併で市域が輪のように拡がり、団結の和を示すことで市勢が一段と躍進を みることを象徴していることを表したもの | 1955年12月19日 | 2代目の市章である                                                                                             |
| 美濃市     |                         | 「美濃（三の）」を図案化し、「の」を亀の甲型にしたもの                                                          | 1954年4月1日   | |
| 瑞浪市     |                         | 円満に飛躍する瑞浪市にちなみ丸い3つの波が躍動する姿を表現したもの                                               | 1954年4月1日   | |
| 羽島市     |                         | 竹ヶ鼻城主の紋所と羽島市の「羽」を図案化したもの                                                                | 1954年8月1日   | 1964年11月25日に告示された                                                                                    |
| 恵那市     |                         | 「エナ」を輝き上る中を飛ぶ鳥の形に図案化したもの                                                                | 2004年10月25日 | 旧・恵那市制時の1954年7月10日に制定され、新制施行後に継承される                                               |
| 美濃加茂市 |                         | 「か」を木曽川の流れの形に図案化したもの                                                                        | 1961年11月10日 | 2代目の市章である                                                                                             |
| 土岐市     |                         | 「土」を図案化し、美濃焼を表徴したもの                                                                          | 1955年2月1日   | |
| 各務原市   |                         | 「各」を図案化したもの                                                                                          | 1963年4月1日   | 1966年5月31日に再制定される                                                                                   |
| 可児市     | （臙脂色篇） （黒色篇） | 「可」を近代的な感覚で図案化したもの                                                                            | 1982年4月1日   | 1964年10月5日に可児町章として制定され、市制施行後に継承される 色は臙脂色か黒色が指定されている                |
| 山県市     |                         | 「山」を図案化したもの                                                                                          | 2004年1月28日  | 2003年4月1日に公表し、翌年2004年1月28日に制定され、色は緑色と青色が指定されている                             |
| 瑞穂市     |                         | 「M」と二本の稲穂を図案化したもの                                                                               | 2003年7月22日  | 色は黄緑色・緑色・深緑色が指定されている                                                                      |
| 飛騨市     |                         | 合併前の古川町・神岡町・河合村・宮川村を「水」として表している                                                  | 2004年2月1日   | 2003年11月5日に公表され、翌年2004年2月1日に制定され、色は水色が指定されている                                 |
| 本巣市     |                         | 「も」を図案化し、四つの円を表している                                                                          | 2004年5月15日  | 色は緑色が指定されている                                                                                      |
| 下呂市     |                         | 「G」を表している                                                                                               | 2004年6月21日  | 2004年6月10日に公表されていたものを同年6月21日に制定し、色は緑色・青色・橙色が指定されている                  |
| 海津市     |                         | 躍動感あふれる市を築き、いきいきと元気に暮らす様子と木曽三川を表している                                        | 2005年3月28日  | 色は緑色と青色が指定されている                                                                                |
| 郡上市     |                         | 「G」を表している                                                                                               | 2004年8月30日  | 色は緑色・青色・橙色が指定されている                                                                          |

## 町村部
| 郡     | 町村     | 町村章 | 由来 | 制定日         | 備考                                                                   |
| ------ | -------- | ------ | --- | -------------- | ---------------------------------------------------------------------- |
| 羽島郡 | 岐南町   |        | 「G」を基本にし、図案化したもの | 1986年7月15日  | 岐南町立各小中学校美術教師10人の共同作品である 2代目の町章である       |
| 羽島郡 | 笠松町   |        | 「カサ」と松葉模様を表している | 1965年4月1日   | 2代目の町章である                                                      |
| 養老郡 | 養老町   |        | 「ヨーロー」を表している | 1955年4月1日   |                                                                        |
| 不破郡 | 垂井町   |        | 「垂」を図案化したもの | 1962年7月31日  |                                                                        |
| 不破郡 | 関ケ原町 |        | 「セ」を図案化し、兜を象っている | 1971年3月16日  | 2代目の町章である                                                      |
| 安八郡 | 神戸町   |        | 「神」を配したもの | 1963年12月23日 |                                                                        |
| 安八郡 | 輪之内町 |        | 「ワノ内」を円形の形に意匠化したもの | 1955年10月5日  |                                                                        |
| 安八郡 | 安八町   |        | 「安八」を表している | 1956年5月      | 安八村章として制定され、町制施行後に継承される                         |
| 揖斐郡 | 揖斐川町 |        | 「い」を図案化したもの | 2005年7月1日   |                                                                        |
| 揖斐郡 | 大野町   |        | 「大」を図案化し、輪を表したもの | 1962年4月1日   |                                                                        |
| 揖斐郡 | 池田町   |        | 「池田」を図案化したもの。中央の円は町全体の円満と豊かさ、中央の十文字は光によ る明るさを意味し、上部の翼は町の向上発展を祈る意味を込めている。 | 1968年3月1日   |                                                                        |
| 本巣郡 | 北方町   |        | 「北方」を図案化したもの | 1889年7月1日   | 1916年に正式に制定された 近藤友諒の作品である 色は緑色が指定されている |
| 加茂郡 | 坂祝町   |        | 「さ」を図案化したもの | 1968年10月1日  | 1968年12月24日に告示される                                             |
| 加茂郡 | 富加町   |        | 「と」を飛翔する鳥を象徴して図案化したもの | 1974年7月1日   |                                                                        |
| 加茂郡 | 川辺町   |        | 「川辺」を円形に図案化したもの | 1968年10月23日 |                                                                        |
| 加茂郡 | 七宗町   |        | 「七」を図案化したもの | 1969年2月11日  | 七宗村制時に制定され、町制施行後に継承される                           |
| 加茂郡 | 八百津町 |        | 「八」を円形に図案化したもの | 1963年11月8日  |                                                                        |
| 加茂郡 | 白川町   |        | 「白」を図案化したもの | 1963年5月10日  |                                                                        |
| 加茂郡 | 東白川村 |        | 「ヒシ」を組み合わせたもの | 1967年11月23日 |                                                                        |
| 可児郡 | 御嵩町   |        | 「M」で山の形を表したもの | 1976年12月27日 | 色は緑色が指定されている                                               |
| 大野郡 | 白川村   |        | 「シ」を円形に図案化し、下部のピラミッドは合掌造りを表したもの                                                                                  | 1963年2月1日   |                                                                        |

## 廃止された市町村章

### 2004年以前
| 市郡     | 町村     | 町村章           | 由来 | 制定日           | 廃止日         | 備考                                                                      |
| -------- | -------- | ---------------- | --- | ---------------- | -------------- | ------------------------------------------------------------------------- |
| 多治見市 |          |                  | 「壺」を意匠化し、「多」を配している                                                                             | 1941年4月        | 1981年2月1日   | 初代の市章である                                                          |
| 羽島郡   | 岐南町   |                  | 「ぎ南」を図案化し、「ぎ」を円満と平和を目的とするために二重円・その中に発展を目的とするために「南」を配したもの | 1959年4月25日    | 1986年7月15日  | 告示第10号で決定した 初代の町章である                                     |
| 揖斐郡   | 徳山村   | 作成されていない | 作成されていない                                                                                                 | 作成されていない | 1987年4月1日   |                                                                           |
| 郡上郡   | 明方村   |                  | 「み」を飛ぶ鳥の姿に図案化し、雄和と平和を表したもの                                                             | 1975年12月20日   | 1992年4月1日   |                                                                           |
| 山県郡   | 高富町   |                  | 「高」を鳩の形に図案化したもの                                                                                   | 1972年5月16日    | 2003年4月1日   |                                                                           |
| 山県郡   | 伊自良村 | （著作権存続）   | 「イジラ」を図案化したもの                                                                                       | 1973年1月1日     | 2003年4月1日   |                                                                           |
| 山県郡   | 美山町   |                  | 「美山」を図案化したもの                                                                                         | 1962年4月1日     | 2003年4月1日   | 1962年7月1日に告示された 美山村章として制定され、町制施行後に継承された   |
| 本巣郡   | 巣南町   |                  | 「す南」を図案化したもの                                                                                         | 1974年11月4日    | 2003年5月1日   |                                                                           |
| 本巣郡   | 穂積町   |                  | 「ホ」を中心にして稲穂を象り、それを円形に組み合わせたもの                                                       | 1955年2月18日    | 2003年5月1日   |                                                                           |
| 吉城郡   | 古川町   |                  | 「古川」を図案化したもの                                                                                         | 1956年4月        | 2004年2月1日   |                                                                           |
| 吉城郡   | 神岡町   |                  | 「か」を鵬の形に図案化したもの                                                                                   | 1972年5月29日    | 2004年2月1日   | 1975年6月に制定される 2代目の町章である                                   |
| 吉城郡   | 河合村   |                  | 「河」を円形に図案化したもの                                                                                     | 1968年9月        | 2004年2月1日   |                                                                           |
| 吉城郡   | 宮川村   |                  | 「宮川」を図案化したもの                                                                                         | 1957年3月        | 2004年2月1日   |                                                                           |
| 本巣郡   | 本巣町   |                  | 「本」を図案化したもの                                                                                           | 1965年9月1日     | 2004年2月1日   | 色は緑色が指定されている                                                  |
| 本巣郡   | 真正町   | （著作権存続）   | 「シ」を丸く意匠化かつ図案化したものである                                                                       | 1975年7月1日     | 2004年2月1日   |                                                                           |
| 本巣郡   | 糸貫町   |                  | 「イト」を図案化したもの                                                                                         | 1969年7月        | 2004年2月1日   |                                                                           |
| 本巣郡   | 根尾村   |                  | 基本的に「根」を中心にし、無限を表すために左右の翼で力強く表し、未来の雄和を象徴して丸く図案化したもの           | 1978年6月20日    | 2004年2月1日   |                                                                           |
| 益田郡   | 小坂町   |                  | 全体は「小」を図案化し、中央部は林（美林）と山嶽を表したもの                                                     | 1960年7月29日    | 2004年3月1日   |                                                                           |
| 益田郡   | 金山町   |                  | 三角形は「金山」・外円は「融和」と「協力」を表し、頂点は町の発展を示したもの                                     | 1960年5月1日     | 2004年3月1日   |                                                                           |
| 益田郡   | 下呂町   |                  | 「下ロ」を組み合わせて図案化したもの                                                                             | 1958年3月31日    | 2004年3月1日   | 2代目の町章である                                                         |
| 益田郡   | 萩原町   |                  | 「ハギ」を端的に図案化し、「信義」・「勤労」・「友愛」を印象付けて円満平和を近代的総会に表したもの               | 1960年7月1日     | 2004年3月1日   | 1956年8月に制定されていたものを1960年7月1日に再制定された                 |
| 益田郡   | 馬瀬村   |                  | 「マ」を意匠化し、三角形は山・その他は川の蛇行を表したもの                                                       | 1974年5月9日     | 2004年3月1日   |                                                                           |
| 郡上郡   | 白鳥町   |                  | 「しろ」を飛鳥の形に組み合わせたもの                                                                             | 1965年12月15日   | 2004年3月1日   | 2代目の町章である                                                         |
| 郡上郡   | 八幡町   |                  | 「八」を図案化したもの                                                                                           | 1970年5月1日     | 2004年3月1日   | 2代目の町章である                                                         |
| 郡上郡   | 大和町   |                  | 「大」を図案化したもの                                                                                           | 1965年4月1日     | 2004年3月1日   | 大和村章として制定され、町制施行後に継承された 色は臙脂色が指定されている |
| 郡上郡   | 高鷲村   | （著作権存続）   | 大日ヶ獄・見当山・鷲ヶ獄の三山をオオワシを表している                                                             | 1973年5月23日    | 2004年3月1日   |                                                                           |
| 郡上郡   | 美並村   | （著作権存続）   | 「み」を粥川に生息している鰻の形に図案化したもの                                                                 | 1974年8月1日     | 2004年3月1日   | 2代目の村章である                                                         |
| 郡上郡   | 明宝村   |                  | 「M」を意匠化し、丸は村民の情熱を表したもの                                                                      | 1992年11月1日    | 2004年3月1日   |                                                                           |
| 郡上郡   | 和良村   | （著作権存続）   | 「ワラ」を図案化したもの                                                                                         | 1974年10月14日   | 2004年3月1日   |                                                                           |
| 恵那郡   | 明智町   |                  | 「アケチ」を右下より右回りに組み合せたもの                                                                       | 1957年7月6日     | 2004年10月25日 |                                                                           |
| 恵那郡   | 岩村町   |                  | 「岩」を意匠化したもの                                                                                           | 1965年3月31日    | 2004年10月25日 |                                                                           |
| 恵那郡   | 上矢作町 |                  | 「上」・「カミ」と象徴し、意匠化されたもの                                                                       | 1981年12月24日   | 2004年10月25日 | 色は緑色と水色が指定されている 制定前は作成されていなかった               |
| 恵那郡   | 山岡町   |                  | 「岡」を図案化し、山で囲んだもの                                                                                 | 1955年3月1日     | 2004年10月25日 |                                                                           |
| 恵那郡   | 串原村   |                  | 「クシ」を意匠化したもの                                                                                         | 1974年9月8日     | 2004年10月25日 |                                                                           |
| 羽島郡   | 川島町   | （著作権存続）   | 「川」を図案化し、「円」を表し、「若い芽」を配したもの                                                           | 1972年8月15日    | 2004年11月1日  |                                                                           |

### 2005年以降
| 市郡   | 町村     | 町村章                                | 由来 | 制定日         | 廃止日        | 備考                                                     |
| ------ | -------- | ------------------------------------- | --- | -------------- | ------------- | -------------------------------------------------------- |
| 揖斐郡 | 揖斐川町 |                                       | 「川」を中心にし、五つの「ビ」を円形に配し、「いび」を表したもの                                                                         | 1955年7月1日   | 2005年1月31日 | 初代の町章である                                         |
| 揖斐郡 | 春日村   |                                       | 「か」を端的に図案化したもの | 1973年12月18日 | 2005年1月31日 | 2代目の村章である                                        |
| 揖斐郡 | 谷汲村   |                                       | 「谷」を図案化したもの | 1977年7月27日  | 2005年1月31日 | 2代目の村章である                                        |
| 揖斐郡 | 久瀬村   |                                       | 「久」を図案化したもの | 1979年10月23日 | 2005年1月31日 |                                                          |
| 揖斐郡 | 坂内村   |                                       | 「坂内」を図案化したもの | 1931年12月18日 | 2005年1月31日 | 2代目の村章である                                        |
| 揖斐郡 | 藤橋村   |                                       | 横山ダムと揖斐川の流れを「フ」で象徴したもの                                                                                             | 1977年12月10日 | 2005年1月31日 |                                                          |
| 吉城郡 | 国府町   |                                       | 「国」を図案化し、「国」を円に囲んだもの                                                                                                 | 1957年8月10日  | 2005年2月1日  | 国府村章として制定され、町制施行後に継承された           |
| 吉城郡 | 上宝村   |                                       | 「か」を飛騨山脈（北アルプス）を表し、それを翼状にして、図案化したもの                                                                   | 1964年         | 2005年2月1日  |                                                          |
| 大野郡 | 久々野町 |                                       | 「クグノ」を美的に構成し、図案化したもの                                                                                                 | 1965年8月4日   | 2005年2月1日  |                                                          |
| 大野郡 | 朝日村   | （著作権存続）                        | 「ア」を図案化し、乗鞍岳に昇る朝日を表しているもの                                                                                       | 1968年10月8日  | 2005年2月1日  | 1976年4月1日に再制定された                               |
| 大野郡 | 清見村   |                                       | 「キ」を円形に図案化し雄和と伝統を表したもの                                                                                             | 1972年4月21日  | 2005年2月1日  | 2代目の村章である                                        |
| 大野郡 | 荘川村   |                                       | 合掌造りと自然を図案化したもの | 1968年11月3日  | 2005年2月1日  | 色は緑色が指定されている                                 |
| 大野郡 | 高根村   | （著作権存続）                        | 「タカ」を組み合わせて図案化し、雄和と団結を表したもの                                                                                   | 1968年12月24日 | 2005年2月1日  |                                                          |
| 大野郡 | 丹生川村 | （著作権存続）                        | 「丹」をトリの形に図案化し、中央部は乗鞍岳、その街並みを表したもの                                                                       | 1971年11月3日  | 2005年2月1日  |                                                          |
| 大野郡 | 宮村     |                                       | 「宮」を円形に図案化したもの | 1971年11月1日  | 2005年2月1日  | 2代目の村章である                                        |
| 武儀郡 | 板取村   | （著作権存続）                        | 「イタ」・「い」を図案化したもの | 1968年9月10日  | 2005年2月7日  |                                                          |
| 武儀郡 | 上之保村 |                                       | 六つの地区（鳥屋市・行合・川合・宮脇・明ヶ島・舟山）が当村を支えているという意味で、六個円形に配列している「上」が「保」を囲んでいるもの | 1942年4月1日   | 2005年2月7日  |                                                          |
| 武儀郡 | 洞戸村   | （著作権存続）                        | 「山」を表し、その表した△の上に「ほ」を図案化したもの                                                                                    | 1973年4月1日   | 2005年2月7日  | 2代目の村章である                                        |
| 武儀郡 | 武儀町   |                                       | 「ムギ」=「武儀」を図案化したもの | 1966年4月1日   | 2005年2月7日  | 武儀村章として制定され、町制施行後に継承された           |
| 武儀郡 | 武芸川町 |                                       | 「ケ」を六回ダブらせ「六ケ」にし、それで「武芸」を表したもの                                                                             | 1966年2月5日   | 2005年2月7日  |                                                          |
| 恵那郡 | 坂下町   |                                       | 「さ」を図案化したもの | 1961年1月1日   | 2005年2月13日 | 1960年12月14日に公表されていたのを翌年1月1日に制定された |
| 恵那郡 | 付知町   |                                       | ヒノキの葉の先端を意匠化し、その中に「付」を配したもの                                                                                   | 1969年5月19日  | 2005年2月13日 | 1986年9月24日に施行される 2代目の町章である              |
| 恵那郡 | 福岡町   |                                       | 「フク」を図案化し、二ツ森・三界山を象ったもの                                                                                           | 1966年4月1日   | 2005年2月13日 |                                                          |
| 恵那郡 | 加子母村 |                                       | 「かし」を山林を想像し、意匠化したもの                                                                                                   | 1971年12月21日 | 2005年2月13日 | 色は緑色が指定されている                                 |
| 恵那郡 | 川上村   |                                       | 「川」を円形に図案化したもの | 1962年8月1日   | 2005年2月13日 |                                                          |
| 恵那郡 | 蛭川村   | （著作権存続）                        | 「ヒル川」を図案化したもの | 1975年6月12日  | 2005年2月13日 |                                                          |
| 海津郡 | 海津町   |                                       | 円周は木曽三川・中央に島津藩の家紋を図案化し、またか片仮名でカイヅを表しているもの                                                       | 1965年3月16日  | 2005年3月28日 |                                                          |
| 海津郡 | 南濃町   | （緑色バージョン） （橙色バージョン） | 「な」を図案化し、円を表したもの | 1963年8月19日  | 2005年3月28日 | 色は緑色か橙色が指定されている                           |
| 海津郡 | 平田町   |                                       | 「平田」を図案化したもの | 1960年6月1日   | 2005年3月28日 |                                                          |
| 可児郡 | 兼山町   | （著作権存続）                        | 兼山と木曽川の「力」を主体としたもの | 1977年4月10日  | 2005年5月1日  |                                                          |
| 羽島郡 | 柳津町   |                                       | 「S」による外輪は両地区の和を意味し、ヤナギの若葉を象形した「Y」と互いにがっしりと抱き合ったもの                                         | 1977年12月15日 | 2006年1月1日  | 制定前から使われており、1977年12月15日に正式に制定された |
| 土岐郡 | 笠原町   |                                       | 「笠」をモザイクタイルの形に図案化したもの                                                                                               | 1968年1月23日  | 2006年1月23日 | 2代目の町章である                                        |
| 安八郡 | 墨俣町   | （著作権存続）                        | 「す」を図案化したもの | 1974年11月3日  | 2006年3月27日 |                                                          |
| 養老郡 | 上石津町 |                                       | 中央の三角形は「上」の字を表すと同時に山を表し、円内の4つの半円は合併前の牧田村・一之瀬村・多良村・時村の4村を表したもの                 | 1955年12月25日 | 2006年3月27日 | 上石津村章として制定され、町制施行後に継承された         |

### 書籍
- 小学館辞典編集部 編『図典 日本の市町村章』（初版第1刷）小学館、2007年1月10日。ISBN 4095263113。
- 近藤春夫『都市の紋章 : 一名・自治体の徽章』行水社、1915年。NDLJP:955061
- 中川幸也『シリーズ人間とシンボル第2号「都市の旗と紋章」』中川ケミカル、1987年10月11日。
- 丹羽基二『日本の市章 （西日本）』保育社、1984年5月5日。
- 望月政治『都章道章府章県章市章のすべて』日本出版貿易株式会社、1973年7月7日。
- NHK情報ネットワーク『NHKふるさとデータブック5 [東海]』日本放送協会、1992年4月1日。

### 都道府県書籍
- 角川日本地名大辞典編纂委員会『角川日本地名大辞典 21 岐阜県』角川書店、1980年9月。

### 自治体書籍

#### 美濃地方
- 多治見市役所『多治見市史　通史編　下』岐阜県多治見市、1987年。
- 根尾村役場『広報ねおむら 昭和53年8月1日号』岐阜県本巣郡根尾村、1978年8月1日。
- 山岡町合併50年史編纂委員会／編集『山岡町五十年のあゆみ 彩』岐阜県恵那郡山岡町、2004年。
- 巣南町役場『巣南町例規集』岐阜県本巣郡巣南町。
- 穂積町役場『穂積町例規集』岐阜県本巣郡穂積町。
- 高富町役場『高富町例規集』岐阜県山県郡高富町。
- 美山町役場『美山町例規集』岐阜県山県郡美山町。
- 南濃町役場『南濃町例規集』岐阜県海津郡南濃町。
- 平田町役場『平田町例規集』岐阜県海津郡平田町。
- 福岡町役場『福岡町例規集』岐阜県恵那郡福岡町。
- 付知町役場『付知町例規集』岐阜県恵那郡付知町。
- 明方村役場『明方村例規集』岐阜県郡上郡明方村。
- 明宝村役場『明宝村例規集』岐阜県郡上郡明宝村。
- 揖斐川町役場『旧・揖斐川町例規集』岐阜県揖斐郡揖斐川町。
- 春日村役場『春日村例規集』岐阜県揖斐郡春日村。
- 谷汲村役場『谷汲村例規集』岐阜県揖斐郡谷汲村。
- 久瀬村役場『久瀬村例規集』岐阜県揖斐郡久瀬村。
- 坂内村役場『坂内村例規集』岐阜県揖斐郡坂内村。
- 藤橋村役場『藤橋村例規集』岐阜県揖斐郡藤橋村。
- 岐南町役場『広報ぎなん 昭和61年8月1日号』岐阜県羽島郡岐南町、1986年8月1日。
- 岐南町役場『岐南町史　通史編』岐阜県羽島郡岐南町、1984年。

#### 飛騨地方
- 上宝村史刊行委員会『上宝村史　上巻』岐阜県吉城郡上宝村、2005年1月。
- 清見村役場総務課『広報きよみ 縮刷版』岐阜県大野郡清見村、1982年9月。
- 荘川村史編集委員会『荘川村史 上巻』岐阜県大野郡荘川村、1996年2月。
- 荘川村史編集委員会『荘川村史 下巻』岐阜県大野郡荘川村、1996年2月。
- 高根村教育委員会『わたしたちのたかねむら』岐阜県大野郡高根村、1993年3月。
- 丹生川村編纂委員会『丹生川村史 通史編 2巻』岐阜県大野郡丹生川村、2000年3月。
- 宮村編集委員会『宮村史 通史編 2巻』岐阜県大野郡宮村、2004年12月。
- 小坂町役場『小坂町例規集』岐阜県益田郡小坂町。
- 下呂町役場『下呂町例規集』岐阜県益田郡下呂町。
- 金山町役場『金山町例規集』岐阜県益田郡金山町。
- 萩原町役場『萩原町例規集』岐阜県益田郡萩原町。
- 馬瀬村役場『馬瀬村例規集』岐阜県益田郡馬瀬村。
- 神岡町役場『神岡町例規集』岐阜県吉城郡神岡町。